# Copa América žen FIF7 2022
Copa América žen FIF7 2022 bylo 4. ročníkem Copa América žen FIF7 a konalo se v argentinském hlavním městě Buenos Aires v období od 25. do 27. července 2022. Účastnilo se ho 5 týmů, které hrály v jedné skupině systémem každý s každým. Ze skupiny pak postoupily první dva týmy do finále, týmy na třetím a čtvrtém místě se utkaly o 3. místo a pro poslední tým turnaj skončil. Vyřazovací fáze zahrnovala 2 zápasy. Nováčkem turnaje byl tým Paraguaye. Ve finále zvítězily reprezentantky Brazílie, které porazily výběr Argentiny 5:2 a završily zlatý hattrick.

## Stadion
Turnaj se hrál na jednom stadionu v jednom hostitelském městě: SB5 Fútbol (Buenos Aires).
| Buenos Aires |
| ------------ |
| SB5 Fútbol   |
| Buenos Aires |

## Skupinová fáze
Čas každého zápasu je uveden v lokálním čase.
| Vysvětlivky                        |
| ---------------------------------- |
| Tým postupující do finále          |
| Tým postupující do boje o 3. místo |
| Vítěz zápasu je tučně zvýrazněn    |

#### Tabulka
| Tým       | Z | V | R | P | VG | IG | +/− | B  |
| --------- | - | - | - | - | -- | -- | --- | -- |
| Brazílie  | 4 | 4 | 0 | 0 | 29 | 2  | +27 | 12 |
| Argentina | 4 | 3 | 0 | 1 | 16 | 6  | +10 | 9  |
| Chile     | 4 | 2 | 1 | 1 | 19 | 8  | +11 | 7  |
| Kolumbie  | 4 | 1 | 0 | 3 | 10 | 15 | −5  | 3  |
| Paraguay  | 4 | 0 | 0 | 4 | 4  | 47 | −43 | 0  |

| 25. července 2022 12:00 |        | |                          |
| Paraguay                | 0 : 18 | Brazílie | SB5 Fútbol, Buenos Aires |
|                         |        | Tati Bueno 2', 4' Helô 5', 10', 29', 33', 34' 43', 45' Sabrina 15', 18' Nadine 23', 46' Jéssica Getúlio 25+1' Thais 35' Natalia 36' Mariah Matilde 37', 39' | SB5 Fútbol, Buenos Aires |

| 25. července 2022 13:15 |       |                                                                                           |                          |
| Kolumbie                | 1 : 4 | Chile                                                                                     | SB5 Fútbol, Buenos Aires |
| Laura Torresová 18'     |       | Nicole Mariñelarena 2' Sara Allendesová 10' Camila Belmarová 25' Barbara Quezadaová 50+1' | SB5 Fútbol, Buenos Aires |

| 25. července 2022 17:00 |       |          |                          |
| Argentina | 9 : 0 | Paraguay | SB5 Fútbol, Buenos Aires |
| Marina Daniela Testaová 4' María Florencia Albinová 11' Laura Carrizová 12' Ángela Guerrerová 14' Martina Vieitezová Ezcurraová 18', 39' Soledad Ortegaová 19' Emilia Mazaová 27' Leila Tiseraová 36' |       |          | SB5 Fútbol, Buenos Aires |

| 25. července 2022 18:15                       |       |                         |                          |
| Chile                                         | 2 : 2 | Brazílie                | SB5 Fútbol, Buenos Aires |
| Camila Balmarová 45' Barbara Quezadaová 25+1' |       | Jéssica Getúlio 5', 42' | SB5 Fútbol, Buenos Aires |

| 26. července 2022 9:00 |       |                                                                            |                          |
| Chile                  | 1 : 3 | Argentina                                                                  | SB5 Fútbol, Buenos Aires |
| Barbara Quezadaová 38' |       | Candelaria D'andrea 33' Angela Guerrerová 39' María Florencia Albinová 48' | SB5 Fútbol, Buenos Aires |

| 26. července 2022 10:15                             |       |          |                          |
| Brazílie                                            | 5 : 0 | Kolumbie | SB5 Fútbol, Buenos Aires |
| Thais 15' Lai 17' Sabrina 38' Iana 46' Nadine 50+1' |       |          | SB5 Fútbol, Buenos Aires |

| 26. července 2022 16:00                                                                                             |       |                               |                          |
| Kolumbie | 8 : 2 | Paraguay                      | SB5 Fútbol, Buenos Aires |
| Belkis Gómezová 2' Laura Torresová 5' Natalia Riverosová 5', 12', 13', 34' Mariluz Nariñová 36' Milena Muñozová 41' |       | Gonzálesová 15' Paláciová 19' | SB5 Fútbol, Buenos Aires |

| 26. července 2022 17:15 |       |                                          |                          |
| Argentina               | 0 : 4 | Brazílie                                 | SB5 Fútbol, Buenos Aires |
|                         |       | Tati Bueno 31', 35' Nadine 44' Thais 50' | SB5 Fútbol, Buenos Aires |

| 27. července 2022 9:00 |       |                                                                                         |                          |
| Kolumbie               | 1 : 4 | Argentina                                                                               | SB5 Fútbol, Buenos Aires |
| Jenny Sánchezová 32'   |       | María Florencia Albinová 5' Lucia De Britová 20', 44' Martina Vieitezová Ezcurraová 33' | SB5 Fútbol, Buenos Aires |

| 27. července 2022 10:15 |        |                              |                          |
| Chile | 12 : 2 | Paraguay                     | SB5 Fútbol, Buenos Aires |
| Carolina Marquezová 4' Yamila Pérezová 9', 33' Nicole Mariñelarena 11', 12' Camila Belmarová 24', 25' Sara Allendesová 25' Barbara Quezadaová 40', 45', 50' Solange Figueroaová 49' |        | Paláciová 1' Gonzálesová 34' | SB5 Fútbol, Buenos Aires |

#### O 3. místo
| 27. července 2022 13:30 |       |                                                                      |                          |
| Kolumbie                | 0 : 4 | Chile                                                                | SB5 Fútbol, Buenos Aires |
|                         |       | Barbara Quezada 9', 19' Nicole Mariñelarena 17' Sara Allendesová 46' | SB5 Fútbol, Buenos Aires |

#### Finále
| 27. července 2022 15:00                              |       |                                                         |                          |
| Brazílie                                             | 5 : 2 | Argentina                                               | SB5 Fútbol, Buenos Aires |
| Bela 5' Jéssica Getúlio 6' Sabrina 15' Helô 27', 44' |       | Angela Guerrerová 40' Martina Vieitezová Ezcurraová 49' | SB5 Fútbol, Buenos Aires |